# Gordon, Wisconsin
Gordon är en ort i Douglas County i delstaten Wisconsin, USA.